# Nuestra Señora de la Concepción y de las Ánimas (1687)
La capitana real Nuestra Señora de la Concepción y de las Ánimas fue un galeón español del siglo XVII de 1.300 toneladas de arqueo y 90 cañones.
Se botó en 1687 en el Real Astillero de Colindres, con dos de sus tres cubiertas. Una vez botado y aún sin acabar de construir, Carlos II envía a Antonio de Gaztañeta para ayudar a completar la obra muerta del galeón y es durante su estancia en el astillero de Colindres que empieza a redactar su Arte de fabricar Reales. Finalmente se hizo a la mar en octubre de 1690 formando escuadra con, entre otras embarcaciones menores, dos navíos de Pasajes, el San Carlos y el San Juan, de la escuadra de Pedro de Aramburu.
En 1700 formó parte de la escuadra enviada para hostigar a los colonos escoceses del Proyecto Darién, parte de la colonización escocesa de América, en el istmo de Panamá.
Fue desguazado en 1705.

## Modelo
En 2002, el Estado español aceptó en dación en pago un modelo a escala del galeón (escala de 1/20) —de 1,80 metros de longitud— y valorada en unos 20 millones de pesetas, para su exposición en el Museo Naval de Madrid.